# Cudnochy
Cudnochy (niem. Zudnochen, 1938–1945 Siebenhöfen) – wieś w Polsce położona w województwie warmińsko-mazurskim, w powiecie mrągowskim, w gminie Mikołajki. W latach 1975–1998 miejscowość administracyjnie należała do województwa suwalskiego.
Wieś sołecka.

## Historia
Nazwa wsi wywodzi się od nazwiska zasadźcy i pierwszego właściciela. Pierwsze wzmianki o wsi pochodzą z 1435 r. Wieś należała wtedy do starostwa ryńskiego. W 1435 r. wójt z Rastęborka Gerlach von Meritz, nadał Mikołajowi Cudnochowi 20 włók na prawie chełmińskim, z prawem połowu ryb w jeziorze Dobegast, z obowiązkiem dwóch służb w zbroi oraz świadczenia płużnego "w takiej ilości jako to czynią inni wolni ziemianie od posiadanych włók".
W 1785 r. we wsi było 14 domów. W 1815 r. we wsi było 17 domów z 100 mieszkańcami. W 1838 w Cudnochach odnotowano 18 domów i 111 mieszkańców. Z uwagi na słowiańską genezę historycznej nazwy niemieckiej, w 1938 administracja nazistowska nadała miejscowości nową nazwę Siebenhöfen. W 1939 r. we wsi mieszkało 109 osób.
W 2012 r. w tragicznym wypadku w Cudnochach zginął 20-letni mężczyzna, jadący ciągnikiem rolniczym. 20-latek podczas uderzenia w drzewo wypadł z kabiny pojazdu. Traktor przewrócił się jednak tak niefortunnie, że przygniótł kierowcę..